# St. Kilian (Pfarrweisach)

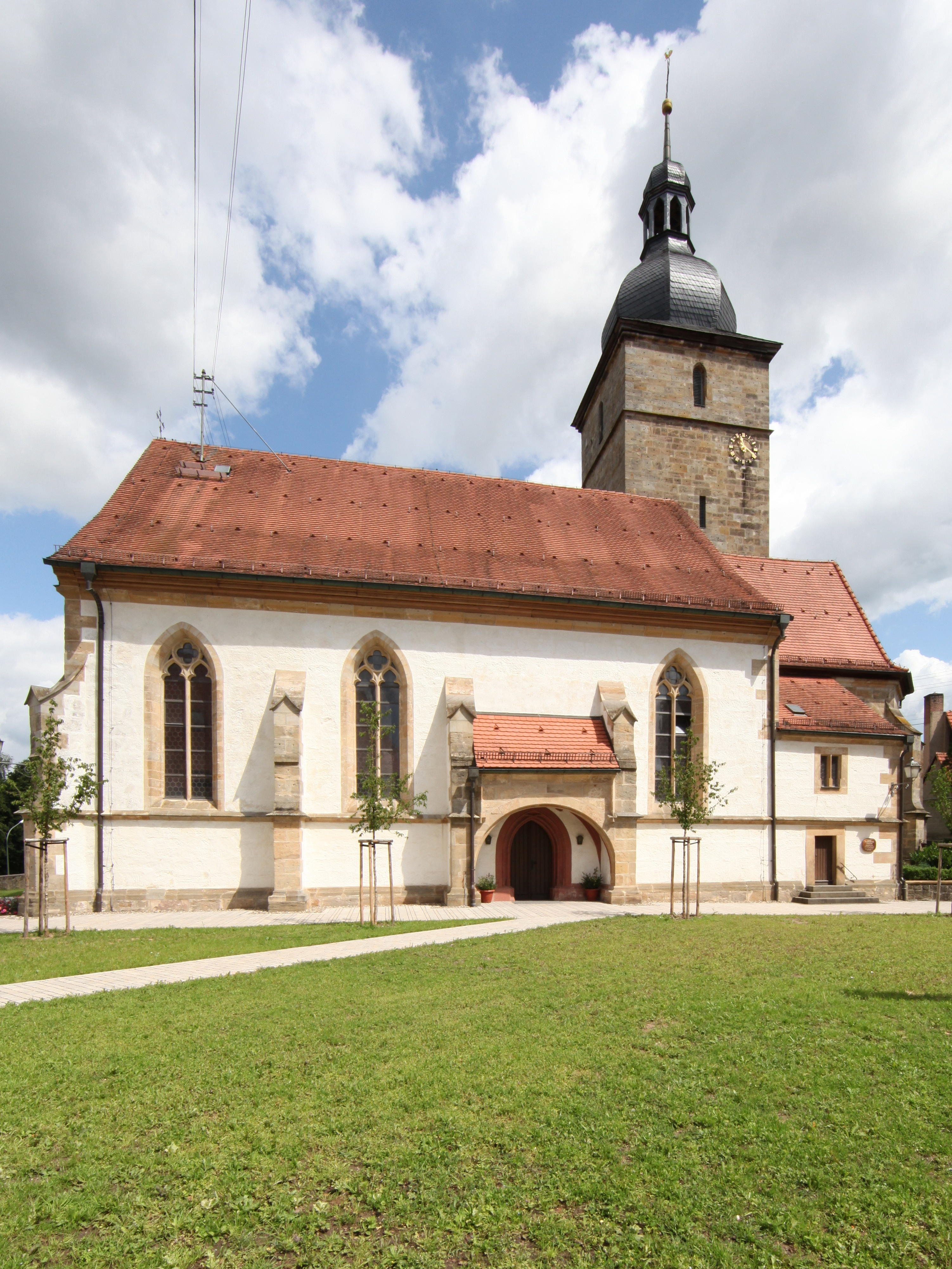
St. Kilian in Pfarrweisach

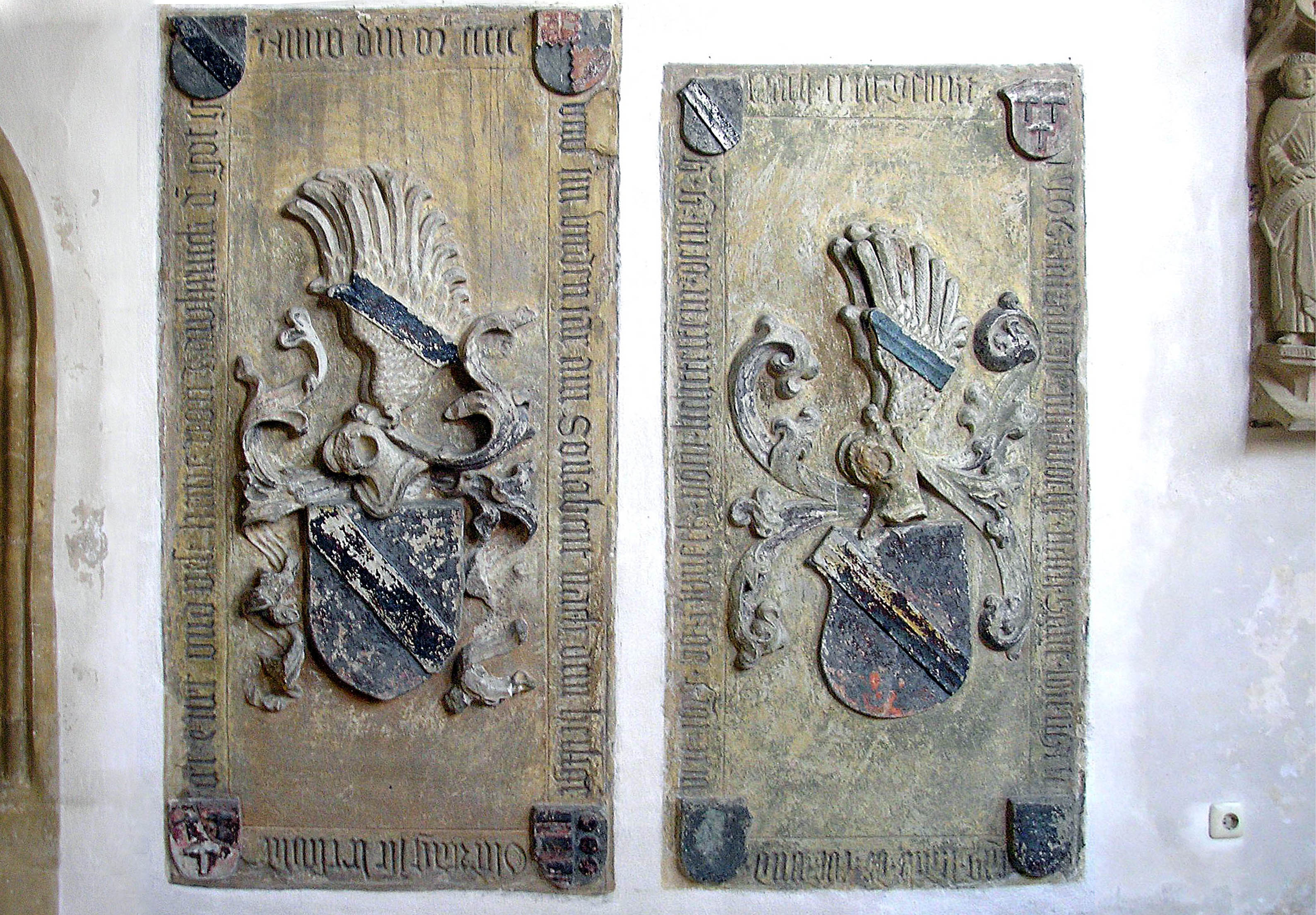
Die Grabplatten der letzten Marschalke von Rauheneck in der Pfarrkirche

Die römisch-katholische, denkmalgeschützte Pfarrkirche St. Kilian steht in Pfarrweisach, einer Gemeinde im Landkreis Haßberge (Unterfranken, Bayern). Der Chorflankenturm stammt aus dem 15. Jahrhundert. Die Pfarrei gehört zur Pfarreiengemeinschaft St. Kilian und Weggefährten (Pfarrweisach) im Dekanat Haßberge des Bistums Würzburg. Kirchenpatron ist der hl. Kilian.

## Beschreibung
Die dreischiffige Hallenkirche mit einem eingezogenen Chor mit dreiseitigem Abschluss im Osten und dem Chorflankenturm aus Quadermauerwerk an der Nordwand des Chors wurde zwischen 1499 und 1519 erbaut. Der Chorflankenturm wurde 1685 mit einer schiefergedeckten Welschen Haube bedeckt. Das Mittelschiff des mit einem Satteldach bedeckten und von Strebepfeilern gestützten Langhauses wurde von 1715 und 1717 nach einem Entwurf von Joseph Greissing erhöht. Der Innenraum des Chors ist mit einem Netzgewölbe überspannt, das Mittelschiff und die beiden Seitenschiffe mit Flachdecken.
Das Sakramentshaus ist in Form einer Monstranz gestaltet. Die barocke Kanzel aus grauem Stuckmarmor wird von einem aufwendig gestalteten Schalldeckel überdacht. Er ist bekrönt von einer in Farbe und Gold gefassten Figur, die Christus als Guten Hirten darstellt. Auf dem Rand des Schalldeckels balancieren Putten mit den Attributen der vier Kirchenväter. Auf dem Kanzelkorb selbst sitzen die vier Evangelisten, begleitet von ihren Evangelistensymbolen.